# Lose Control (canção de Teddy Swims)
"Lose Control" é um single do cantor e compositor americano Teddy Swims, lançada em 23 de junho de 2023, como o segundo single de seu primeiro álbum de estúdio, I've Tried Everything but Therapy (Part 1) (2023). A canção foi produzida por Ammo e Julian Bunetta.   
"Lose Control" foi a primeira música de Swims a entrar na Billboard Hot 100, tendo se estreado no número 99 em agosto de 2023 e tendo alcançado o número um em março de 2024, permanecendo uma semana nessa posição.  Com 32 semanas a separarem a estreia de "Lose Control" na Hot 100 da liderança dessa parada pela canção, de entre as canções que chegaram ao número da Hot 100 - e que, até o conseguirem, estiveram sempre presentes na Hot 100 desde a sua estreia nessa parada -, "Lose Control" se tornou a canção que mais tempo levou a chegar ao número um da principal parada de faixas da Billboard a contar a partir da semana de estreia. Em abril de 2025, "Lose Control" alcançou o 1.º lugar entre as canções que mais semanas passaram no top 10 da Billboard Hot 100 - que existe desde 1958 -, com 58 semanas, ultrapassando "Blinding Lights" (2019), de The Weeknd.  À data da vigésima nona semana de 2025, o single de Teddy Swims completou 73 semanas no top 10 da Hot 100. Na última semana de maio de 2025, "Lose Control" passou a ser a canção que mais semanas passou na Hot 100, com 92. Sendo assim, ultrapassou o recorde detido por "Heat Waves" (2020), da banda Glass Animals, que passou 91 semanas na Hot 100. Até ao momento, "Lose Control" já completou 103 semanas na Hot 100.
Em dezembro de 2024, a Billboard anunciou que "Lose Control" ficou na liderança da tabela de fim de ano da Hot 100, com dados relativos ao período entre 28 de outubro de 2023 e 19 de outubro de 2024.
"Lose Control" também chegou a número um na Bélgica (tanto na Flandres como na Valônia), na Bulgária, na Suíça, no Luxemburgo, na Islândia e na Comunidade dos Estados Independentes. A canção obteve a certificação de diamante na França e platina ou múltipla platina em outros 14 países.

## Indicações para prêmios
| Ano  | Prêmio                         | Categoria                                                                      | Resultado |
| ---- | ------------------------------ | ------------------------------------------------------------------------------ | --------- |
| 2024 | MTV Video Music Awards         | Song of the Year (Canção do Ano)                                               | Indicado  |
| 2024 | MTV Video Music Awards         | Best Alternative (Melhor Artista de Música Alternativa) - "Lose Control (Live) | Indicado  |
| 2024 | MTV Video Music Awards         | Push Performance of The Year (Apresentação Push do Ano)                        | Indicado  |
| 2024 | NRJ Music Awards               | Êxito Internacional do Ano                                                     | Indicado  |
| 2024 | NRJ Music Awards               | Canção Com Mais Airplay na Rádio Francesa                                      | Venceu    |
| 2024 | Los 40 Music Awards            | Melhor Canção Internacional                                                    | Indicado  |
| 2024 | Billboard Music Awards de 2024 | Maior Canção da Hot 100                                                        | Venceu    |
| 2024 | Billboard Music Awards de 2024 | Maior Canção no Streaming                                                      | Indicado  |
| 2024 | Billboard Music Awards de 2024 | Maior Canção na Rádio                                                          | Venceu    |
| 2024 | Billboard Music Awards de 2024 | Maior Canção em Vendas                                                         | Indicado  |
| 2024 | Billboard Music Awards de 2024 | Maior Canção da Billboard Global 200                                           | Indicado  |
| 2024 | Billboard Music Awards de 2024 | Maior Canção da Billboard Global (Excl. US)                                    | Indicado  |
| 2025 | Brit Awards                    | Canção Internacional do Ano                                                    | Indicado  |
| 2025 | iHeartRadio Music Awards       | Canção do Ano                                                                  | Indicado  |
| 2025 | American Music Awards          | Canção do Ano                                                                  | Indicado  |
| 2025 | American Music Awards          | Canção Pop Favorita                                                            | Indicado  |